# Čang Ta-čchien
Čang Ta-čchien (張大千; 10. května 1899 Nej-ťiang – 2. dubna 1983 Tchaj-pej) byl čínský malíř a padělatel obrazů.
Studoval v Kjótu v Japonsku a usadil se v Šanghaji. Po převzetí moci v Číně komunisty byl nucen emigrovat a po pobytu v několika zemích světa se roku 1978 konečně usadil na Tchaj-wanu. Vedle originálních prací se proslavil též vynikající schopností napodobovat obrazy starých čínských mistrů.